# Renouveau du cinéma québécois
Le Renouveau du cinéma québécois est un courant ou une mouvance de cinéma indépendant apparu au Québec en 2004-2005. On le dénomme aussi la « nouvelle vague québécoise » récente ou encore la « mouvée ». 

## Concept
Le terme de « nouvelle vague québécoise » est apparu lors d'une table ronde des Rendez-vous du cinéma québécois en février 2009, repris ensuite sur le blogue d'Helen Faradji,. Patricia Bailey, de This Magazine, parle de « Quebec New Wave » en juillet.
Les succès de Xavier Dolan à Cannes et de Denis Côté à Locarno et Berlin, ainsi qu'un dossier sur le "renouveau du cinéma québécois" dans les Cahiers du Cinéma (n° 660, octobre 2010) ont consacré cette mouvance sur la scène internationale. En 2011, les revues 24 images (n° 152, juin-juillet 2011) et Nouvelles Vues (n° 12, printemps-été 2011) ont monté des numéros associés sur le sujet qui a donné lieu à une table ronde.
Les principaux cinéastes de cette mouvance sont Denis Côté, Stéphane Lafleur, Maxime Giroux et Rafaël Ouellet (considérés comme la « ligne dure »), Myriam Verreault, Henry Bernadet et Sophie Deraspe ainsi que Simon Galiero, Anne Émond, Guy Edoin, Yvan Grbovic, Simon Lavoie et Sébastien Pilote.
On y rattache parfois d'autres cinéastes: Anaïs Barbeau-Lavalette, Patrick Demers, Mathieu Denis et Yves Christian Fournier ainsi qu'un nombre croissant de jeunes cinéastes issus du court métrage.

## Fabrication de lamouvance
Il ne s'agit pas d'un mouvement constitué et la plupart des cinéastes sont ambivalents quant à leur appartenance à cette mouvance. Ainsi, par exemple, dans un entretien à la revue Séquences en juillet-août 2012, Xavier Dolan a hésité à affirmer son appartenance au renouveau, tout en suggérant que ce dernier se reconnaît plus au système de financement dans lequel évoluent les cinéastes qu'à la démarche elle-même de ces cinéastes. Dolan reconnaît qu'une effervescence particulière a lieu en ce moment. Malgré cette ambivalence, il n'en demeure pas moins que certains observateurs y voient une esthétique partagée et, pour plusieurs, un renouvellement de la cinématographie québécoise. Le regroupement des cinéastes en un mouvement a été contesté en 2011 par le critique québécois Georges Privet comme étant une fabrication autour de deux ou trois réalisateurs plutôt qu'une réalité .
Historiquement, on a aussi parlé de « nouvelle vague québécoise » pour les cinéastes des années 60 (Gilles Groulx, Michel Brault, Claude Jutra, Gilles Carle, Jean Pierre Lefebvre, etc.) ainsi que pour la génération Cosmos (Denis Villeneuve, Manon Briand, André Turpin, etc.). L'émergence de cette dernière portée à l'ère de Wikipédia donne au présent article une impression de récursivité.

## Filmographie sélective
- Denis Côté, Les états nordiques, 2005
- Sophie Deraspe, Rechercher Victor Pellerin, 2006
- Denis Côté, Nos vies privées (Our Private Lives), 2007
- Anaïs Barbeau-Lavalette, Le Ring, 2007
- Stéphane Lafleur, Continental, un film sans fusil, 2007
- Rafaël Ouellet, Le cèdre penché, 2007
- Maxime Giroux, Demain, 2008
- Rafaël Ouellet, Derrière moi (Behind Me), 2008
- Denis Côté, Elle veut le chaos, 2008
- Henry Bernadet et Myriam Verreault, À l'ouest de Pluton , 2008
- Yves Christian Fournier, Tout est parfait, 2008
- Denis Côté, Carcasses, 2009
- Sophie Deraspe, Les Signes vitaux, 2009
- Rafaël Ouellet, New Denmark, 2009
- Simon Galiero, Nuages sur la ville, 2009
- Maxime Giroux, Jo pour Jonathan, 2010
- Denis Côté, Curling, 2010
- Patrick Demers, Jaloux, 2010
- Sébastien Pilote, Le vendeur, 2011
- Guy Édoin, Marécages, 2011
- Anne Émond, Nuit #1, 2011
- Mathieu Denis et Simon Lavoie, Laurentie, 2011
- Stéphane Lafleur, En terrains connus, 2011
- Rafaël Ouellet, Camion, 2012
- Charlotte Le Bon, Falcon Lake, 2022

## Livre sur le renouveau
- Pierre-Alexandre Fradet, Philosopher à travers le cinéma québécois. Xavier Dolan, Denis Côté, Stéphane Lafleur et autres cinéastes, Paris, Éditions Hermann, 2018, 274 p.